# Abdel Nader
Abdel Nader (ur. 25 września 1993 w Aleksandrii) – egipski koszykarz, występujący na pozycji skrzydłowego, posiadający także amerykańskie obywatelstwo.
21 lipca 2018 został zwolniony przez Boston Celtics. 23 lipca 2018 został wysłany do Oklahomy City Thunder wraz z zobowiązaniami gotówkowymi w zamian za Rodneya Purvisa.
16 listopada 2020 trafił w wyniku wymiany do Phoenix Suns. 11 lutego 2022 został zwolniony.

## Osiągnięcia
Stan na 13 lutego 2022, na podstawie, o ile nie zaznaczono inaczej.
NCAA
- Uczestnik rozgrywek:
  - Sweet Sixteen turnieju NCAA (2016)
  - turnieju NCAA (2015, 2016)
- Mistrz turnieju konferencji Big 12 (2015)
- Zaliczony do:
  - I składu najlepszych zawodników pierwszorocznych MAC (2012)
  - składu All-Big 12 Honorable Mention (2016)

NBA
- Wicemistrz NBA (2021)[7]

D-League
- Debiutant Roku D-League (2017)
- Zaliczony do:
  - I składu debiutantów D-League (2017)
  - II składu D-League (2017)
- Uczestnik meczu gwiazd D-League (2017)
- Zawodnik tygodnia (23.01.2017)